# Korona Kielce

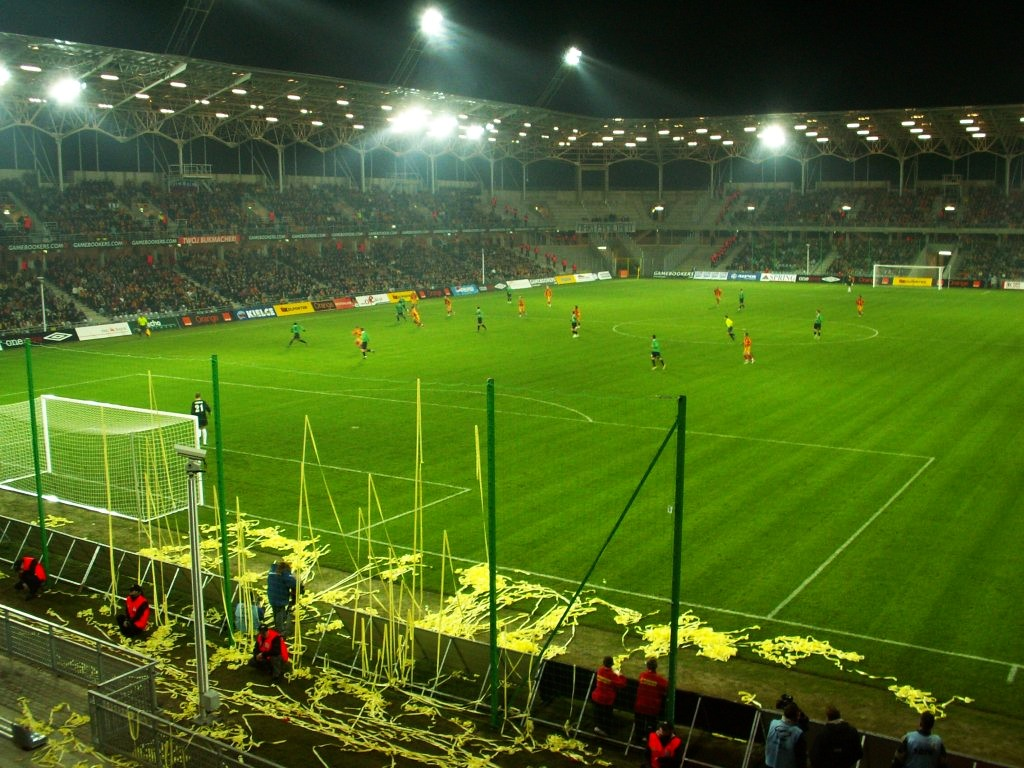
Stadion Miejski (Kielce)

Korona Kielce (benämns oftast bara Korona Kielce eller Korona) är ett polskt fotbollslag från staden Kielce. Laget spelar för närvarande i den polska högsta divisionen kallad Ekstraklasa. Under de 30 första åren i klubbens historia låg laget endast i den tredje divisionen i Polen och var inte särskilt populärt. År 2002 köptes laget upp av den polska företagaren Krysztof Klicki, som äger det framgångsrika företaget "Kolporter SA" och laget fick det direkt bättre ställt. Lagets finanser förbättrades markant och laget blev snart ett av de mest ekonomiskt välmående i det polska seriesystemet.
År 2005 hade man äntligen nått fram till den högsta polska divisionen. Fotbollsexperter runtom i Polen tippade att Korona Kielce skulle få det svårt att klara sig kvar sin första säsong i det polska finrummet. Till allas förvåning så hamnade Korona Kielce på en mycket stark femte plats 2005/2006 och man hade varit en kandidat för titeln länge in på säsongen, man hade till och med legat på första platsen under delar av säsongen.
2006 byggde man klart en ny arena i staden som behövdes då den gamla knappt var god nog åt ett division tre-lag och i och med den nya arenans färdigställande så började publiken att flockas till matcherna i stora antal. Korona Kielce åtnjuter för närvarande ett mycket högt publikantal på sina matcher med polska mått mätt.

## Hemmaarena

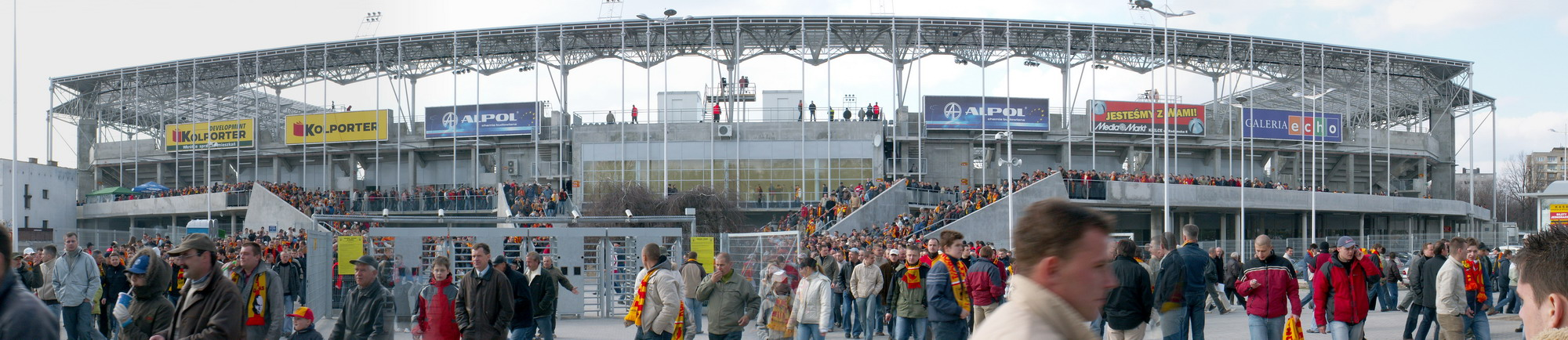
Stadion Miejski (Kielce)

## Kända spelare
- Olivier Kapo
- Andrius Skerla
- Petteri Forsell